# Franz-Hermann Brüner
Franz-Hermann Brüner (* 14. September 1945 in Bad Nauheim; † 9. Januar 2010 in München) war Generaldirektor des Europäischen Amtes für Betrugsbekämpfung (OLAF). Er leitete das Amt seit 1. März 2000, seine Amtszeit hätte bis zum Jahr 2010 laufen sollen.

## Leben
Nach dem Abitur 1968 absolvierte Brüner eine dreijährige kaufmännische Lehre in Darmstadt und studierte anschließend von 1971 bis 1976 Rechts-, Wirtschafts- und Politikwissenschaften an der Universität München. Danach war er bis 1979 drei Jahre als Rechtsreferendar am Bayerischen Justizministerium tätig.
Von 1979 bis 1981 war er Ermittlungs- und Strafrichter beim Amtsgericht Weilheim in Oberbayern, danach zwei Jahre Staatsanwalt in München. Von 1983 bis 1986 arbeitete er als stellvertretender Leiter des Referats Strafrecht beim Bundesministerium der Justiz in Bonn von 1986 bis 1989 Richter in Straf- und Zivilsachen beim Amtsgericht Weilheim in Oberbayern.
Es folgte die Arbeit als Oberstaatsanwalt und stellvertretender Leiter des Referats Strafrecht in München (1989–1991), als Oberstaatsanwalt in der Arbeitsgruppe Regierungskriminalität in Berlin (1991–1993), als Referatsleiter beim Sächsischen Staatsministerium der Justiz (1993–1995) sowie als Oberstaatsanwalt bei der Generalstaatsanwaltschaft München (1995–1996).
Von 1996 bis 1998 leitete Brüner als Oberstaatsanwalt das Referat Wirtschaftskriminalität und Korruption bei der Staatsanwaltschaft München. Von April 1998 bis Februar 2000 war er Leiter der Betrugsbekämpfungseinheit beim Hohen Repräsentanten für Bosnien und Herzegowina in Bosnien-Herzegowina.

## Auszeichnungen
- 2009: Großes Goldenes Ehrenzeichen mit dem Stern für Verdienste um die Republik Österreich[1]
- 2009: Europa-Medaille des Freistaats Bayern

## Zitate
- Die EU bekommt ihr Geld auf eine ganz andere Art als eine Stadt und gibt es auch anders aus. Sie ist so verfasst, dass es auf der Einnahmen- wie auf der Ausgabenseite einfach zu Missbrauch kommen muss.
- Je komplizierter Vorschriften werden, desto kleiner auch die Zahl derer, die noch durchblicken, und desto größer die Zahl derer, die Regeln umgehen.
- Heute ist der große Betrugsfall kein nationaler mehr. Der wird europäisch gestrickt. Binnenmarkt bedeutet auch, dass es eine Binnenkriminalität gibt.[2]